# Kuhitangia
Kuhitangia es un género de plantas con flores con una especie  perteneciente a la familia de las cariofiláceas.
Es considerado un sinónimo del género Acanthophyllum C. A. Mey.

## Especies
- Kuhitangia popovii ( Preobr. ) Ovcz.